# Bernard-Marie Dupont
Pour les articles homonymes, voir Dupont.
Bernard-Marie Dupont, né le 11 février 1958, est Avocat au Barreau d'Arras, enseignant de philosophie (Paris XI), spécialisé dans l’éthique médicale, connu pour ses prises de position en faveur du développement de l'épistémologie, de l'Evidence-Base Medicine (EBM), des soins palliatifs. Il fut également médecin spécialiste, universitaire, au Royaume-Uni et au Canada.

## Biographie
Il est docteur en médecine, docteur en génétique, docteur en philosophie, docteur habilité à diriger des recherches (HDR, université de Paris XI-Orsay)
En juillet 2014, il a soutenu avec succès son Doctorat en Droit privé et Sciences criminelles. Sa thèse avait pour titre : Euthanasie et suicide médicalement assisté : le droit français peut-il et doit-il évoluer ?
Il plaide pour le maintien de l'interdit de la légalisation de l'euthanasie, pour des raisons juridiques et philosophiques.
À Venise, il a été directeur du conseil scientifique l’Académie internationale des Sciences de l’environnement, dont le président est Adolfo Pérez Esquivel, Prix Nobel de la Paix.
Après avoir exercé une dizaine d’années au Royaume-Uni, comme médecin et comme chercheur, Bernard-Marie Dupont a été professeur au centre hospitalo-universitaire et à la Faculté de Médecine de l’Université Laval (Ville de Québec, Canada).
En France, habilité à diriger des recherches (HDR), il enseigne également la philosophie des sciences, la bioéthique, et l’histoire de la philosophie à l’Espace éthique de l’Assistance publique - Hôpitaux de Paris (AP-HP), université Paris XI-Orsay, équipe d’accueil 1610, « Études sur les sciences et les techniques, département de recherche en éthique ».
Il a enseigné longtemps les soins palliatifs en faculté de médecine de [Paris, Lille, Rennes].
Il a été de 2000 à 2006 membre du Comité d’éthique de l’INSERM.
Il a fondé et dirigé pendant onze années Medethic, entreprise de conseil, d’audit et d’expertise bioéthique. Il a créé en janvier 2013, à Londres, la société Ethics, Law and Science Associates Ltd (ELSA), qui poursuit au niveau international la réflexion entreprise en France sur les valeurs du soin, et tente de rapprocher des cultures scientifiques et juridiques différentes. Il s'intéresse particulièrement à la confrontation, dans le droit de la santé, entre le droit civiliste français et le droit de tradition common law.
Il a présidé plusieurs comités d’éthique, dont celui des hôpitaux de Saint-Malo, Cancale et Dinan et celui de la clinique Saint-Roch de Cambrai.
En 2013, il a été président de l'Institut européen d'éthique de la santé à Bruxelles et membre du conseil scientifique du forum européen de bioéthique à Bruxelles.
Il participe à des discussions grand public sur les questions éthiques contre la médicalisation outrancière de la vie, surtout de la fin de la vie, prenant position pour le développement des soins palliatifs et contre la légalisation de l'euthanasie.

## Œuvre
- Image, philosophie et médecine, le corps en regards (avec Corrine Pieters), Ellipses, 2000
- Le corps en partance, L'Escarre (revue), 2000/06; p. 19-20
- Éthique en gériatrie, Gérontologie. 2000; (114) p. 7-13
- Penser la médecine. Essais philosophiques, sous la direction de Robert Zittoun et Bernard-Marie Dupont, Éditions Ellipses, 2002.
- La relation soignant-soigné, bien plus qu'un simple exercice technique, Soins. 2003/11; (680), p. 30-33
- La précaution citoyenne Libération, 2002/10/16
- Réfléchir au droit à la mort, Libération, 2004/01/13
- Hommage au dernier poilu, Libération, 2005/06/14
- L'extrême onction médicale. Assistance hospitalière pour la fin de vie, dans Frédéric Lenoir et Jean-Philippe de Tonnac (dir.), La mort et l'immortalité. Encyclopédie des savoirs et des croyances, Paris, Bayard, p. 1131-1152, 2004.
- Éthique du bénévolat en soins palliatifs : regard de la société sur un partenariat particulier, Médecine Palliative. 2006/12; 5(6) : p. 333-336
- Alzheimer, fin de vie et dignité, Médecine Palliative. 2007/12; 6(6) : p. 307-308
- Pilotage hospitalier et éthique, Soins Cadres de Santé. 2008/08; (67) : p. 28-30
- D'un prétendu droit de mourir par humanité : L'euthanasie en question François Bourin Éditeur, 2011[7],[8]
- Traverser l’espace ou habiter le temps?, VST - Vie sociale et traitements 2009/4 n° 104, pg 82-85 (Texte Conférence 18e Congrès de la Société Française d’Accompagnement et de Soins Palliatifs)
- Épistémologie du raisonnement médical contemporain, dans: Emmanuel Hirsch, Traité de bioéthique, pg 624-641  (ERES, 2010)
- Être humain ou l’essence d’une vie, dans Emmanuel Hirsch, Fins de vie, éthique et société, pg 54-56 (ERES, 2012)
- « La place des bénévoles en soins palliatifs », Bulletin de l’Ordre des médecins, conseil départemental du Nord, numéro 75, 1996
- « Informatisation, assistance, insensibilisation : nouvelles technologies, nouvelles responsabilités dans le soin », La lettre de l’Espace éthique de l’AP-HP, Hiver 98-Printemps 99
- « Plusieurs sortes de mort ? », Entante, information et échange, décembre 1999, numéro 11
- « Diagnosis, therapy, responsibility, and ethical considérations », paper presented at the World Conference on Pediatric Neurosurgery, 2000 A.D. : State of the Art and Perspectives for the Third Millenium, Martinique, 27 november to 4 december 1999. Publié dans Child’s Nervous System (2000) 16 :618-626, Springer-Verlag (2000)
- « La place de l’épistémologie médicale dans la formation des étudiants en médecine », 3eséminaire de sciences humaines et sociales en médecine, Tours, 29 et 30 janvier 1999, Tours. Publié dans un rapport de synthèse de l’Université François Rabelais de Tours
- « La question de l’euthanasie », Annales d’histoire et de philosophie du vivant, Volume 2, 1999
- « Liaisons dangereuses : médecine et eugénisme », in l’Homme, la science et l’éthique, publication du Conseil Général du Pas-de-Calais, 19 mai 2000
- « Le corps en partance », L’Escarre, numéro 6, juin 2000
- « Éthique en gériatrie », Gérontologie et société 2000, numéro 92, pages 135-150
- Image, philosophie et médecine : le corps en regards, co-auteur avec Pieters Corinne, éditions Ellipses, Paris, 2000
- « La médecine contemporaine ou la main basse sur le corps », in Pouvoirs du corps, corps du pouvoir (ouvrage collectif), Rafael de Surtis éditions, Vouillé, 2001, collection la Corne de Dionysos
- « Evidence-Based Medicine : un développement à risques », in Vers une médecine hors malade ?, Actes des XVIes journées d’éthique deLyon, publication du SEL, 2001
- « La mort cérébrale : enjeux épistémologiques et éthiques d’une définition », Annales d’histoire et de philosophie du vivant, Volume 4, 2001
- « Innover en médecine : savoir prendre des risques ? », in Actes du colloque Thérapeutiques innovantes : du possible au permis ?, mis en ligne sur le site Internet de l’INSERM, Janvier 2002
- « Acharnement thérapeutique : abandonner la maîtrise ? », Revue de Médecine Palliative, Paris, Masson, Volume 1, octobre 2002
- « La précaution citoyenne », Libération, Rebonds, mercredi 16 octobre 2002
- « Éthique et génétique : de la recherche scientifique à la réalité quotidienne », Colloque MSD/INSERM, jeudi 5 décembre 2002, publié sur CD
- « Fin de vie, éthique et spiritualité », Nova, Luzern (Suisse), 12-2002
- « The Ethics of Innovative Medicine : from the possible to the permissible ? », Biology International, Paris, Number 43, December 2002
- « Gériatrie, éthique et violence », Médecine Palliative, Volume 2, numéro 1, février 2003, Masson, Paris
- « Vers des ateliers d’écriture éthique », Médecine Palliative, Volume 2, numéro 4, septembre 03, Masson, Paris
- « Quand la vie s’arrête-t-elle ? », in Qu’est-ce que mourir ?, Collectif, Le Pommier, Paris, 2003
- « Dimensions philosophiques de la chirurgie, ou la règle de trois de la chirurgie », in Éthique des pratiques en chirurgie, ouvrage collectif dirigé par Jean Paul Meningaud et Christian Hervé, L’Harmattan, Paris, 2003
- « Réfléchir au droit à la mort », Libération, Rebonds, Mardi 13 janvier 04
- Face aux fins de vie et à la mort (collectif, sous la direction d’Emmanuel Hirsch), « Postface », Vuibert, Paris, 2004
- « Fin de vie, éthique et spiritualité », Revue de médecine palliative, Masson, Paris, 2004 ; 3 : 149-154
- « L’extrême-onction médicale », in La Mort et l’immortalité, encyclopédie des savoirs et des croyances, ouvrage collectif, sous la direction de Jean-Philippe de Tonnac et Frédéric Lenoir,Paris, Bayard,2004
- « L’inconscient est-il visible par imagerie cérébrale ? », in Le Nouvel Observateur hors série, octobre/novembre 2004
- « La médecine contemporaine ou la main basse sur le corps », in Procréation et droits de l’enfant, Collectif (sous la direction de Gérard Teboul), Bruylant éditions, Bruxelles, 2004
- « Un droit à ‘mourir dans la dignité’ bientôt inscrit dans la loi ? », éditorial, Revue de Médecine palliative, numéro 6, décembre 2004, 3 : 275-276
- Santé publique (collectif), Préface, éditions Vernazobre, Paris, 2004
- « L’expérimentation éthique », in Éthique de la recherche et des soins dans les pays en développement (collectif), Paris, Espace Éthique-Vuibert, 2005
- « Ouvrir le dialogue »,éditorial, Revue de Médecine palliative, numéro 2, avril 2005, 4 :51-52
- « Hommage au dernier Poilu », Libération, mardi 14 juin 2005, Rebonds
- « Simone Weil, une mystique laïque », in Nouvelles Clés, numéro 46, été 2005
- « Hommage à Paul Ricoeur », Revue de Médecine palliative, Masson, Paris, Numéro 5, octobre 2005
- « Spiritualité et puissance du corps », Revue Francophone de Psycho-oncologie (2005), Springer, Numéro 4 : 249-252
- « Refuser une loi Vincent Humbert », Revue de Médecine palliative, Masson, Paris, numéro 6, décembre 2005
- « Acceptons l’héritage », Revue de Médecine palliative, Masson, Paris, 2006 ; 5 :87-90 numéro 3, mars 2006
- « La Vierge rouge ou l’amour absolu », pour le site Internet http://www.asexualites.comde l’écrivain Jean-Philippe de Tonnac
- « L’ontologie de Marc Petit », in Marc Petit, catalogue de l’exposition 2006, collectif, éditions de l’Abbaye d’Auberive, La Primaube, 2006
- « Relancer l’éducation populaire », in Ecole, demandez le programme !, collectif (sous la direction de Philippe Meirieu), ESF Éditeur, Issy-les-Moulineaux, 2006
- « Determining the Ethical and Legal Interests in Privacy and Data Protection for Research Involving the Use of Genetic Databases and Bio-banks » (avec Di Donato Jeanne-Hélène et Morin Anne –Laure) in Journal de Médecine légale, droit médical, victimologie, dommage corporel, mars-mai 2006, numéro 2-3, volume 49, page 67
- « Le bénévolat d’accompagnement et la société », ASP Liaisons,Paris, numéro 33, juin 2006
- « Éthique du bénévolat en soins palliatifs : regard de la société sur un partenariat particulier », Revue de Médecine palliative, 2006 ; 5/ 333-336
- « Loi Leonetti : lecture philosophique, inquiétudes éthiques », Revue de Médecine palliative, Volume 6, numéro 2, avril 2007, Masson-Elsevier éditions
- « Réflexions philosophiques et éthiques sur le corps », in Le Grand livre de la mort à l’usage des vivants (Collectif), Albin Michel, Paris, octobre 2007
- « Épistémologie du raisonnement médical contemporain », in Éthique, médecine et société, collectif, sous la direction de Emmanuel Hirsch, Vuibert, collection Espace éthique, Paris, 2007
- « Alzheimer, fin de vie et dignité », éditorial, Revue de médecine palliative, volume 6, numéro 6, décembre 2007, Masson éditeur, Paris
- « Éthique et argent : La recherche du gain peut-elle être l’ultime critère de toute activité ? », in Quelle éthique aujourd’hui ?, Revue du Centre d’études et de recherche protestantes de Paris, novembre 2006-mars 2007
- « Pilotage hospitalier et éthique », revue Soins cadres de santé, numéro 67, août 2008, Masson, Paris
- « Un optimisme raisonnable », in Les dix ans du Pommier, collectif, éditions du Pommier, Paris, 2009
- « Les évolutions souhaitables de la politique de protocolisation », in Protocoles et pratiques médicales, vraies et fausses sécurités, collectif, sous la direction de Bernard Teisseire, Les Dossiers de l’Institut d’études des politiques de santé, Médecine-Sciences, Flammarion, Paris, 2009
- « Le don du corps à la science », in Dictionnaire de la mort, ouvrage collectif, éditions Larousse, Paris, 2010
- « Réflexions sur le progrès en médecine », in Encyclopédie Médico-Chirurgicale Akos, Traité de médecine des éditions Elsevier-Masson, Paris, mise à jour III-2009
- « Préface », in Mords-tu la vie,  exposition-information sur le suicide, publication du Conseil général des Côtes d’Armor, 2009
- « Traverser l’espace, ou habiter le temps ? » , in « L’homme pensant est-il encore de saison ? », V.S.T. , revue du champ social et de la santé mentale, éditions Erès, 2010
- « Don, dette, transmission : l’exemple de la médecine du don », Revue Approches, numéro 143, Juillet 2010
- D’un prétendu droit de mourir par humanité, éditions François Bourin, Paris, 2011
- « Le souffle, c’est la vie ? », avec Gaëlle Gauthier, in Revue de Médecine et d’accompagnement, Masson-Elsevier, Volume 10, février 2011, numéro 1
- « Aménagement du territoire :Les rêveries du promeneur agité », in « L’urgence, dictature d’une illusion », Revue Approches, Numéro 149, Avril 2012
- « Un droit à la mort sollicitée ? », in Bulletin du Conseil de l’Ordre des médecins d’Ille-et-Vilaine, numéro 54, Juin 2013
- « Le cancer au risque de l’éthique », in Revue de psycho-oncologie, 2013-7 :81-85, Springler-Verlag, Paris
- « La relation médecin-malade au risque de l’EBM », in Encyclopédie Médico-Chirurgicale Akos, Traité de médecine des éditions Elsevier-Masson, Paris, mise à jour 2013
- « Le droit à la mort sollicitée », in Bulletin d’information du Conseil départemental de l’Ordre des Médecins d’Ille-et-Vilaine, numéro 54, juin 2013
- « Les fondements philosophiques et éthiques du secret médical », in Bulletin d’information du Conseil départemental de l’Ordre des Médecins d’Ille-et-Vilaine, numéro 55, janvier 2014
- « Pardon, don et contre-don. Repères éthiques », in Le Pardon, CD audio, Saint-Léger Productions, Saumur, 2013
- « Lumière devant, lumière derrière : la philosophie picturale d’Eugène Leroy », in Revue internet HEGEL (indexée à comité de lecture), avril 2014, ALN éditions,
- « Euthanasie : à la recherche de la libre disposition de soi », dans le web magazine Iphilo, décembre 2014 ;
- « Patient ou client ? L’éthique est-elle compatible avec la T2A ? », in Crise de l’hôpital : le décodage, ouvrage collectif sous la direction de Nicole Smolksi, à paraître aux éditions Raisons d’agir en 2015
- « Le sang : la communion est une perfusion de sang divin », in Le corps et le sacré, Le Monde des religions, Hors-série n°30, Juin 2018